# Spathochaeta octopodis
Spathochaeta octopodis — вид морських кільчастих червів родини Chrysopetalidae. Описаний у 2019 році.

## Історія відкриття
У листопаді 2017 року рибальський траулер в морі Кумано неподалік від міста Оваза (південно-східне узбережжя острова Кюсю, Японія) зачерпнув з глибини 150 метрів невеликого восьминога з роду Octopus, який ховався в мушлі. Рибалки віддали молюска з мушлею в акваріум міста Тоба. Там дослідники витягли восьминога з черепашки і помітили на його тілі поліхету. Восьминога випустили в акваріум, а через три дні знову витягли для вивчення. Черв все ще сидів на мантії восьминога, тому дослідники припустили, що він знаходиться у симбіозі з молюском. Вивчивши хробака, науковці визначили, що це новий неописаний вид з підродини Calamyzinae. Серед представників підродини відомо декілька видів-симбіонтів двостулкових молюсків, але симбіонти головоногих досі не були відомі.